# Talang (Bayat)
Talang is een bestuurslaag in het regentschap Klaten van de provincie Midden-Java, Indonesië. Talang telt 2816 inwoners (volkstelling 2010).